# Араканські гори
Араканські гори, Ракхайнський хребет (англ. Arakan Yoma, Arakan Range, Rakhine Range, Rakhine Yoma, Arakan Roma, Rakhine Roma, Arakan Roma) — гірський хребет у західній М'янмі, що відокремлює узбережжя штату Ракхайн від Центральної М'янми, де протікає річка Іраваді. Його утворює серія паралельних пасом, які проходять дугою через Ассам, Нагаленд, Мізорам і М'янму. Араканські гори простягнулися від мису Негрейс на півдні до штату Маніпур на півночі. Вони включають гори Нага, Чин і Паткайський хребет, який у свою чергу включає Лушайські гори. На півдні гори занурюються в Бенгальську затоку, де утворюють Андаманські і Нікобарські острови.

## Геологія і будова
Араканські гори і паралельні пасма на заході і сході були сформовані колізією Індостанської і Євразійської плит приблизно на кордоні між Індією і Непалом
Хребет є середньовисотніми складково-бриловими горами, утвореними за часів альпійського орогенезу. Паралельні меридіональні хребти з гострими і крутими схилами, розділені ерозійно-тектонічними долинами на півночі, переходять на півдні в низькогірні пасма пологих височин висотою 150—200 метрів. Складний зі сланців, кварцитів, пісковику, по периферії — з осадових порід. Корисні копалини: олово, вольфрам, свинець, золото, срібло, дорогоцінні камені тощо.

## Найвища точка
Араканський хребет простягнувся приблизно на 950 км завдовжки, з яких приблизно 400 км складають власне гори. Найвищою точкою є гора Вікторія заввишки 3094 метри.

## Інфраструктура
Араканські гори перетинають за маршрутом Нгапе — Мінбу і всепогодною дорогою Таунгап — П'ї на Іраваді.

## Історія
Оскільки Араканські гори відокремлюють Ракхайнське узбережжя від решти Бірми, вони здавна служили бар'єром між жителями центральної Бірми і тими, хто жив на Індійському субконтиненті. Це зіграло роль у відмінності промислового і культурного розвитку ракхайнців від бірманців. Араканські гори також слугували перепоною бірманським вторгненням, дозволяючи Аракану розвиватися окремою політичною одиницею. Прибережні міста, такі як М'яу-У і Вейтхалі, становили ядро Араканської цивілізації.

## Екологія
Араканські гори є бар'єром на шляху південно-західних мусонних дощів від центральної М'янми, що робить їхні східні схили посушливими
На західних навітряних схилах панують вологі тропічні вічнозелені ліси, на східних — листопадні тикові ліси до висоти 1000 м, вище — вічнозелені дубові і соснові
В горах розташований екорегіон лісів Чинських і Араканських гір, які є домівкою для популяції слонів, а також черепахи (Heosemys depressa), якій загрожує зникнення

## Ресурси Інтернету
- Burma — Geography
- Google Books, The Physical Geography of Southeast Asia [Архівовано 9 листопада 2013 у Wayback Machine.]